# Métabolisme anaérobie
On appelle métabolisme anaérobie les opérations du métabolisme qui ne requièrent pas d'oxygène pour fonctionner. Ce type de fonctionnement se retrouve en particulier chez les levures. Mais il peut aussi se retrouver dans le corps humain, par exemple lors d'un effort intense. Une partie de l'énergie fournie fait appel à un métabolisme aérobie, une autre partie de l'énergie produite l'est de manière anaérobie. 
Ce mode de production d'énergie peut être dangereux pour les mammifères et les déchets sont éliminés dans l'urine.
On distingue parmi les organismes capables de réaliser un métabolisme anaérobie :
- les anaérobies stricts, qui ne tolèrent pas le dioxygène ;
- les anaérobies facultatifs, qui peuvent adapter leur métabolisme à la présence ou non de dioxygène dans le milieu ;
- les aérobies stricte, qui ne peuvent pas — ou de façon exceptionnelle et non durable — se passer de dioxygène. C'est le cas de la plupart des métazoaires, qui peuvent parfois survivre quelques minutes à quelques heures dans un milieu sans dioxygène, mais ne peuvent pas survivre durablement dans ces conditions.

Beaucoup de bactéries ont un métabolisme anaérobie. Certains Eucaryotes sont également anaérobies. La levure de boulanger (Saccharomyces cerevisiae) est un exemple bien connu d'organisme Eucaryote anaérobie facultatif. Il existe de très rares métazoaires (animaux) capables de se passer complètement de dioxygène. On peut citer l'exemple de Spinoloricus sp. nov., espèce récemment découverte dans un bassin anoxique hypersalin profond de méditerranée orientale (bassin de l'Atalante).